# 9215 Таййоното
9215 Таййоното (9215 Taiyonoto) — астероїд головного поясу, відкритий 28 жовтня 1995 року.
Тіссеранів параметр щодо Юпітера — 3,629.
Названо на честь Таййоното (яп. たいようのとう(太陽の塔) таййо:ното:).